# Laelia Goehr
Laelia Goehr, geborene Rivlin (russisch Лелия Ривлин; * 1908 in Kiew, Russisches Kaiserreich, heute Ukraine; † 2002 in London, Vereinigtes Königreich) war eine Pianistin und Fotografin russisch-jüdischer Herkunft.

## Leben
Laelia Rivlin wuchs mit ihren beiden Halbbrüdern in Kiew auf. Musikalisch begabt, erhielt sie schon im Kindesalter Klavier-Unterricht am Kiewer Konservatorium. Ihren ersten öffentlichen Auftritt absolvierte sie 1920 mit Griegs Schmetterling in einem Konzert, in dem auch der fünf Jahre ältere Vladimir Horowitz noch vor dem Sprung zu seiner Weltkarriere zu hören war. Nachdem der Vater bereits 1919 zur Zeit des Russischen Bürgerkriegs in den Westen emigriert war, war es Laelia und ihrer Mutter erst 1921 möglich, ihm über Warschau nach Berlin zu folgen.

### Berlin: Klavierstudium und Kabarett-Karriere
Dort besuchte sie ein Internat und lernte Rosa Goldstein kennen, deren Familie aus Bialystok ebenfalls ins Exil nach Berlin gegangen war. Die beiden jungen Pianistinnen improvisierten gerne und spielten vorzugsweise nicht klassische Musik. Dennoch setzte Laelia Rivlin ab 1924 ihre musikalische Ausbildung an der Staatlichen Akademischen Hochschule für Musik Berlin im Fach Klavier bei Leonid Kreutzer fort und schloss das Studium 1929 ab. Laelia bildete gleichzeitig mit Rosa ein Klavierduo, das populäre amerikanische Songs, Ragtime, Jazz und Tanzmusik spielte. Die beiden wurden von dem Impresario Kurt Robitschek entdeckt. Nach einem Testauftritt im Mascotte Club Zürich startete das Duo als Lil and Peggy Stone oder Stone Sisters eine internationale Karriere, die in Robitscheks Kabarett der Komiker begann und in mehrere Großstädte Europas führte. An ihren Programmen arbeitete zeitweise der spätere Hollywood-Filmkomponist Bronisław Kaper mit.
Bei einer Party von Peggys damaligem Freund Billy Wilder, der in Berlin als Drehbuchautor anfing, lernte Laelia 1930 den Komponisten, Dirigenten und Schönberg-Schüler Walter Goehr kennen. In dieser Zeit waren Laelia und Peggy als Stone Sisters für vielversprechende Engagements in Riga, London, im Moulin Rouge Paris und in Brüssel gebucht. Doch nach dem Auftritt in Riga stieg Laelia aus, Peggy tourte mit einer anderen Partnerin weiter. Laelia heiratete Goehr, und 1932 kam der  gemeinsame Sohn Alexander zur Welt. Nach dem Ende der Theaterbühnen von Erwin Piscator, bei denen das Paar gearbeitet hatte, verlor Goehr, als Jude und Sympathisant der politischen Linken am Vorabend der Machtergreifung der Nationalsozialisten 1933 auch noch seine Anstellung bei Radio Berlin.

### London: Fotografie
Laelia Goehr emigrierte 1932 mit ihrer Familie nach London, wo ihr Mann Musikdirektor der Gramophone Company, der späteren EMI, wurde. Bereits in Berlin hatte Laelia mit dem Medium Fotografie experimentiert und Porträts u. a. von Studierenden der Musikhochschule angefertigt. In London widmete sie sich verstärkt dem Fotografieren. Zu Beginn des Zweiten Weltkriegs arbeitete sie als Freiwillige für das YMCA-Projekt Snapshots from Home. Kriegsdienstleistenden im Ausland wurden zur moralischen Unterstützung Fotografien von ihren Familien zu Hause zugeschickt.
In dieser Zeit nahm sie Unterricht bei dem Fotografen Bill Brandt, der ihre weitere Tätigkeit stark beeinflusste. Zudem lernte sie die Kriegsfotografin Lee Miller kennen und richtete sich ein erstes Studio mit Dunkelkammer im Turret House in Amersham ein. Gefördert von der Künstlerin und Bildredakteurin Mechthild Nawiasky arbeitete Laelia Goehr als Fotojournalistin für Zeitschriften wie Lilliput, The Observer, Leader Magazine, The Jewish Chronicle und Picture Post. Zu ihren bevorzugten Themen gehörte die sozialdokumentarische Fotografie, etwa mit Motiven zur Kinderarmut in den Gorbals von Glasgow, aber auch die Porträtfotografie, darunter Bilder von Größen des Royal Ballet wie Margot Fonteyn oder Rudolf Nurejew. In den 1940er Jahren wandte sie sich auch zunehmend eigenen Themen zu, rückte Blumen, Tiere, Akte und Musikschaffende ins Bild.
1951 fotografierte Laelia während einer Reise nach Israel Prominente aus dem politischen und intellektuellen Leben sowie jemenitische Juden, die zuvor mithilfe der Operation Magic Carpet ins Land gekommen waren. Ihre erste große Ausstellung 1952 in der Londoner Ben Uri Gallery umfasste 80 dieser Fotografien.
Die Ehe mit Goehr wurde 1953 geschieden, und Laelia Goehr, die den Namen ihres Mannes beibehielt, zog 1955 nach Hampstead. Ab 1960 trat sie mit weiteren Ausstellungen und Buchveröffentlichungen hervor. Zunächst brachte sie zwei Bildbände mit Tierfotografien heraus. Faces: Profiles of Dogs (1961, Neuauflage 2019) entstand in Zusammenarbeit mit der Schriftstellerin Vita Sackville-West, für Suki: A Little Tiger (1964) schrieb wiederum Elspeth Huxley (1907–1997) die Texte. Ihre Reihe mit Fotografien von Berühmtheiten der Musikszene setzte sie 1965 fort und porträtierte Igor Strawinsky bei Proben in der Royal Albert Hall. Präsentiert wurden diese Arbeiten in verschiedenen Ausstellungen in Los Angeles (1968), Wien und London (1982), hier zum 100. Geburtstag des Komponisten im Victoria and Albert Museum: Unter dem Titel Stravinsky Rehearses Stravinsky erschien ein Begleitkatalog mit ihren Bildern. Zu den von ihr porträtierten Musikprominenten zählten mittlerweile auch Mstislaw Rostropowitsch, Jacqueline du Pré und Count Basie. Zu diesem Thema brachte sie 1987 den Bildband Musicians in Camera mit einem Vorwort von Yehudi Menuhin und Texten des Musikkritikers John Amis (1922–2013) heraus. Zu den Porträtierten gehörten auch die Komponisten Benjamin Britten, Michael Tippett, William Walton und Karlheinz Stockhausen, die Geiger Dawid Oistrach und Isaac Stern sowie der Cellist Pablo Casals. Laelia Goehrs Arbeiten gehören zum Bestand einiger Museen, darunter die National Portrait Gallery und das Victoria and Albert Museum in London.       
Laelia Goehr starb 2002 im Alter von 94 Jahren in London.

## Privates
Laelia Goehr war von 1930 bis 1953 mit dem Komponisten und Dirigenten Walter Goehr verheiratet. Der gemeinsame Sohn war der Komponist Alexander Goehr. Enkelinnen sind die Fotografin Julia Crockatt und die Philosophin Lydia Goehr.
Im Alter von über 80 Jahren heiratete Laelia Goehr erneut – Henry Frankowski, einen ebenfalls im britischen Exil lebenden polnischen Architekten und Maler, der über Sibirien und Kanada nach England gekommen war.

## Posthume Ausstellungen
- 2016/17: The Camera Exposed. Victoria and Albert Museum, London.[12]
- 2020: Another Eye: Women Refugee Photographers in Britain after 1933. Four Corners Gallery, London.[13]